# Death Row: Snoop Doggy Dogg at His Best
Death Row: Snoop Doggy Dogg at His Best je album Snoop Doggovih najboljih hitova i šest nikad ne objavljenih pjesama. Objavljen je 23. listopada 2001. godine.

## Popis pjesama
1. Nuthin' But a "G" Thang  (zajedno s Dr. Dre)
  - Producent Dr. Dre
2. Head Doctor (zajedno s Swoop G)
  - Producent Curtis Couthon
3. Gin & Juice
  - Producent Dr. Dre
4. Eastside Party (zajedno s Nate Dogg) Neobjavljeno
  - Producent Jimmy Jam and Terry Lewis
5. Murder Was The Case [Remix] (zajedno s Daz)
  - Producent Dr. Dre
6. Ain't No Fun [If The Homies Can't Have None] (zajedno s Kurupt, Warren G i Nate Dogg)
  - Producent Dr. Dre
7. Doggfather [Remix]
  - Producent Timbaland i Lonnie Simmons
8. Midnight Love (zajedno s Daz Dillinger, Raphael Saadiq) Neobjavljeno
  - Producent Priest 'Soopafly' Brooks, Snoop Doggy Dogg
9. Eastside (zajedno s Tha Eastsidaz zajedno s Daz) Neobjavljeno
  - Producent L. T. Hutton
10. Who Am I (What's My Name)?
  - Producent Dr. Dre
11. Doggy Dogg World (zajedno s The Dramatics i Tha Dogg Pound)
  - Producent Dr. Dre
12. Too High [Poly High] zajedno s Daz Dillinger, The Twinz, i Big Pimpin' Delemond Neobjavljeno
  - Producent L. T. Hutton
13. Vapors
  - Producent DJ Pooh
14. Usual Suspects (zajedno s Threat) Neobjavljeno
  - Producent L. T. Hutton
15. Keep It Real (zajedno s Bad Azz, Kurupt, Mack 10, Techniec, Threat) Neobjavljeno
  - Producent Soopafly
16. Snoop Bounce (Roc N Roll remix) zajedno s Charlie Wilson and Rage Against the Machine
  - Producent Terry Date

## Top liste
| Top lista                    | Pozicija |
| ---------------------------- | -------- |
| The Billboard 200            | 28       |
| Top R&B/Hip-Hop Albums       | 18       |
| New Zealand Top 50           | 9        |
| Switzerland Top 100          | 80       |
| Canada Top 50                | 19       |
| Australia Top 100            | 86       |
| France Top 40 (compilations) | 8        |